# Engelmannsreuth
Engelmannsreuth (oberfränkisch: Englmaschrat) ist ein Gemeindeteil der Gemeinde Prebitz im Landkreis Bayreuth (Oberfranken, Bayern). Engelmannsreuth liegt in der Gemarkung Prebitz.

## Lage
Das Dorf bildet mit Sand im Süden eine geschlossene Siedlung. Diese liegt am Ohrenbach. Im Süden wird die Siedlung von der Bahnstrecke Nürnberg–Cheb durchschnitten. Die Staatsstraße 2120 führt nach Neuhaidhof (1,8 km nördlich) bzw. nach Oberlenkenreuth (1,5 km südöstlich). Die Kreisstraße BT 20 führt nach Altencreußen (1,7 km östlich). Gemeindeverbindungsstraßen führen nach Preußling (1,7 km nordwestlich) und an Ruspen vorbei nach Preunersfeld (1,8 km westlich).

## Geschichte
Der Ort wurde nach 1139 als „Engilmarisreut“ erstmals urkundlich erwähnt. Der Ortsname bedeutet zur Rodung des Engilmar. In der Fraisch unterstand der Ort dem brandenburg-bayreuthischen Kasten- und Stadtvogteiamt Creußen. Grundherren waren Pfalz-Neuburg und das brandenburg-bayreuthische Amt Unternschreez, dem nur zwei Anwesen gehörten. Von 1791/92 bis 1810 unterstand Engelmannsreuth dem preußische Justiz- und Kammeramt Pegnitz.
Mit dem Gemeindeedikt (frühes 19. Jahrhundert) wurde Engelmannsreuth dem Steuerdistrikt Losau und der Ruralgemeinde Prebitz zugewiesen.